# Foulain
Foulain is een gemeente in het Franse departement Haute-Marne (regio Grand Est) en telt 737 inwoners (1999). De plaats maakt deel uit van het arrondissement Chaumont.

## Geografie
De oppervlakte van Foulain bedraagt 26,0 km², de bevolkingsdichtheid is 28,3 inwoners per km².
De onderstaande kaart toont de ligging van Foulain met de belangrijkste infrastructuur en aangrenzende gemeenten.

## Demografie
Onderstaande figuur toont het verloop van het inwonertal (bron: INSEE-tellingen).